# Siboras (Silima Pungga-Pungga)
Siboras is een bestuurslaag in het regentschap Dairi van de provincie Noord-Sumatra, Indonesië. Siboras telt 603 inwoners (volkstelling 2010).